# 北海道指定文化財一覧
北海道指定文化財一覧（ほっかいどうしていぶんかざいいちらん）は、北海道が北海道文化財保護条例によって指定した文化財を一覧形式でまとめたものである（2023年3月2日現在）。

## 道指定有形文化財

### 建造物
- 旧函館博物館1号〔函館市〕
- 旧函館博物館2号〔函館市〕
- 旧金森洋物店〔函館市〕
- 旧北海道庁函館支庁庁舎〔函館市〕
- 旧開拓使函館支庁書籍庫〔函館市〕
- 旧松前城本丸表御殿玄関〔松前町〕
- 徳山大神宮〔松前町〕
- 旧檜山爾志郡役所庁舎（きゅうひやまにしぐんやくしょちょうしゃ）〔江差町〕
- 砂館神社本殿〔上ノ国町〕
- 上ノ國八幡宮本殿〔上ノ国町〕
- にしん漁場建築〔旧田中家住宅〕〔小樽市〕
- 漁場建築佐藤家〔寿都町〕
- 琴似屯田兵屋〔札幌市〕
- 旧永山武四郎邸〔札幌市〕
- 野幌屯田兵第二中隊本部〔江別市〕
- 美唄屯田兵屋〔美唄市〕
- 本願寺駅逓〔沼田町〕
- 厳島神社本殿〔増毛町〕
- 旧小納家住宅〔羽幌町〕
- 北海道家庭学校礼拝堂〔遠軽町〕
- 太田屯田兵屋〔厚岸町〕
- 和田屯田兵村の被服庫〔根室市〕
- 奥行臼駅逓（おくゆきうすえきてい）〔別海町〕

### 絵画
- 夷酋列像粉本〔函館市〕
- 釈迦涅槃図蠣崎波響筆〔函館市〕
- 松前屏風〔松前町〕
- 厳島神社奉納絵馬〔増毛町〕

### 彫刻
- 不動明王立像〔松前町〕 - 阿吽寺
- 木造阿弥陀如来立像〔松前町〕 - 光善寺
- 木造日蓮聖人坐像〔松前町〕 - 法華寺
- 木造地蔵菩薩立像〔八雲町熊石地区〕 - 法蔵寺
- 円空作十一面観音立像〔上ノ国町〕 - 上ノ国観音堂
- 木造五百羅漢像〔小樽市〕 - 宗圓寺
- 阿弥陀如来立像〔恵庭市〕
- 釈迦如来立像〔伊達市〕 - 善光寺
- 円空作聖観音像〔伊達市〕 - 善光寺
- 木造十一面観音立像〔苫前町〕
- 円空作観音像〔広尾町〕
- 円空作薬師像〔釧路市〕 - 厳島神社

### 工芸品
- 刀銘源正雄〔函館市〕
- 薙刀銘堀井正次〔松前町〕

### 古文書・考古資料
- 樽岸出土の石器〔函館市〕
- 椴法華出土の尖底土器（とどほっけしゅつどのせんていどき）〔函館市〕
- 日ノ浜遺跡出土の動物土偶〔函館市〕
- 住吉町遺跡出土の遺物〔函館市〕
- サイベ沢遺跡出土の遺物〔函館市〕
- 矢不来館跡出土品〔北斗市〕
- 宮歌村文書〔福島町〕
- 赤彩注口土器〔八雲町〕
- 新羅之記録（しんらのきろく）〔奥尻町〕
- 青苗遺跡出土品〔奥尻町〕
- 南川遺跡出土の遺物〔せたな町〕
- 岩内東山円筒文化遺跡出土の遺物〔岩内町〕
- 天内山遺跡出土の遺物〔余市町〕
- 札幌市K-446遺跡出土の遺物〔札幌市〕
- 新琴似村屯田兵村記録〔札幌市〕
- 大麻3遺跡出土土偶〔江別市〕
- 知里幸恵ノート〔江別市〕
- 滝川屯田兵文書（第二大隊第三中隊・第四中隊文書）〔滝川市〕
- 滝里遺跡群出土遺物〔芦別市〕
- アイヌ丸木舟及び推進具〔苫小牧市〕
- 入江貝塚出土品〔洞爺湖町〕
- 静内御殿山墳墓群出土の遺物〔新ひだか町〕
- 二風谷遺跡群出土品〔平取町〕
- 屯田兵絵物語　附　屯田絵巻〔旭川市〕
- ホロナイポ遺跡出土の遺物〔枝幸町〕
- 亦稚貝塚出土の遺物（またわっかかいづか-）〔利尻町〕
- 礼文島出土の歯牙製女性像及び動物像〔礼文町〕
- 幌加川遺跡出土の石器群〔遠軽町〕
- 斜里朱円周堤墓群出土遺物〔斜里町〕
- 女満別石刃鏃遺跡出土の遺物〔大空町〕
- 大樹遺跡出土の遺物〔大樹町〕
- 初田牛20遺跡出土の土偶及び墓坑出土遺物〔根室市〕

### 歴史資料
- 茅部の鯡供養塔（かやべのにしんくようとう）〔森町〕
- 石崎八幡神社の鰐口〔函館市〕
- 板碑（貞治の碑）〔函館市〕
- 板碑（戸井町の碑）〔函館市〕
- 大乗妙典一千部供養塔〔北斗市〕
- 光明寺寛保津波の碑〔松前町〕
- 泉龍院寛保津波の碑〔松前町〕
- 無量寺寛保津波の碑〔八雲町〕
- 熊石の山海漁猟供養塔〔八雲町〕
- 正覚院寛保津波の碑〔江差町〕
- 法華寺寛保津波の碑〔江差町〕
- 入江馬頭観世音碑〔洞爺湖町〕
- 東蝦新道記〔広尾町〕
- 絵馬カムイノミの図〔豊頃町〕

## 民俗文化財

### 道指定有形民俗文化財
- 求福山山車の人形その他附属品〔松前町〕
- 江差姥神町横山家〔江差町〕
- 江差姥神神社祭礼山車・神功山人形および付属品〔江差町〕
- 江差姥神神社祭礼山車松寶丸及び付属品〔江差町〕
- 石狩弁天社の鮫様（-さめさま）〔妙亀・法鮫大明神像〕〔石狩市〕
- 金龍寺の鮫様〔龍神・妙亀菩薩・鮫神像〕〔石狩市〕

### 道指定無形民俗文化財
- 松前祇園ばやし〔松前町〕
- 松前神楽〔松前町・福島町・函館市・小樽市〕 - 松前神楽北海道連合保存会
- 姥神大神宮渡御祭〔江差町〕
- 江差沖揚げ音頭〔江差町〕
- 江差五勝手鹿子舞（えさしごかってししまい）〔江差町〕
- 江差追分〔江差町〕
- 江差三下り〔江差町〕
- 江差餅つき囃子〔江差町〕
- 釧路鳥取きりん獅子舞〔釧路市〕
- 金刀比羅神社例大祭〔根室市〕

## 記念物

### 道指定史跡
- 古武井熔鉱炉跡（こぶい-）〔函館市〕
- 女那川煉瓦製造所跡（めながわ-）〔函館市〕
- 恵山貝塚（えさんかいづか）〔函館市〕
- 開拓使三角測量一本木基点〔北斗市〕
- 青苗砂丘遺跡〔奥尻町〕
- 地鎮山巨石記念物〔小樽市〕
- 西崎山環状列石〔余市町〕
- 岩内東山円筒文化遺跡〔岩内町〕
- 野花南周堤墓群（のかなんしゅうていぼぐん）〔芦別市〕
- 開拓使三角測量勇払基点〔苫小牧市〕
- 鵡川盛土墳墓群〔むかわ町〕
- 静内御殿山墳墓群（しずないごてんやまふんぼぐん）〔新ひだか町〕
- 門別富仁家墳墓群（もんべつとにかふんぼぐん）〔日高町〕
- 神居古潭竪穴住居遺跡（かむいこたんたてあなじゅうきょいせき）〔旭川市〕
- 宗谷の護国寺跡〔稚内市〕1935年に国から第二類（地方的なもの）の史跡として指定された。他の第二類の史跡・名勝・天然記念物同様、1956年に国の指定を解除された。
- 浜頓別クッチャロ湖畔竪穴群〔浜頓別町〕
- 興部豊野竪穴住居跡〔興部町〕
- 斜里朱円周堤墓及び出土遺物〔斜里町〕
- 朱円竪穴住居跡群〔斜里町〕
- オムサロ台地竪穴群〔紋別市〕
- シブノツナイ竪穴住居跡〔湧別町〕
- 浦幌新吉野台細石器遺跡〔浦幌町〕
- 十勝オコッペ遺跡〔浦幌町〕
- 十勝太遺跡群〔浦幌町〕
- 十勝ホロカヤントー竪穴群〔大樹町〕
- 厚岸神岩砦跡及び竪穴群〔厚岸町〕

### 道指定名勝
- 羽衣の滝〔東川町〕
- 小清水海岸〔小清水町〕

### 道指定天然記念物
- 茅部の栗林〔森町〕
- 二股温泉の石灰華〔長万部町〕
- 乙部鮪ノ岬の安山岩柱状節理〔乙部町〕
- 樽前山熔岩円頂丘〔苫小牧市〕
- ホベツアラキリュウ化石〔むかわ町〕
- 新冠泥火山〔新冠町〕
- 黄金水松〔芦別市〕
- 空知大滝甌穴群〔芦別市〕
- 雨竜沼高層湿原帯〔雨竜町〕
- ヌマタネズミイルカ化石〔沼田町〕
- タキカワカイギュウ化石標本〔滝川市〕
- 夕張の石炭大露頭〔夕張市〕
- 当麻鍾乳洞〔当麻町〕
- ナカガワニシン化石〔中川町〕
- 中頓別鍾乳洞〔中頓別町〕
- 稚咲内海岸砂丘林（わかさかない-）〔豊富町〕
- 利尻島のチシマザクラ自生地〔利尻町〕
- レブンアツモリソウ群生地〔礼文町〕
- 白滝の流紋岩球顆〔遠軽町〕
- 斜里海岸の草原群落〔斜里町〕
- オシュンコシュン粗粒玄武岩柱状節理〔斜里町〕
- 佐呂間湖畔鶴沼のアッケシソウ群落〔湧別町〕
- 温根湯エゾムラサキツツジ群落〔北見市〕
- 更別湿原のヤチカンバ〔更別村〕
- 然別湖のオショロコマ生息地〔鹿追町・上士幌町〕
- 札内川流域化粧柳自生地〔帯広市〕
- 大正のカシワ林〔帯広市〕
- 帯広畜産大学農場の構造土十勝坊主〔帯広市〕
- 大津海岸トイトツキ浜野生植物群落〔豊頃町〕
- 大津海岸長節湖畔野生植物群落（おおつかいがんちょうぶしこはん-）〔豊頃町〕
- 厚岸床潭沼の緋鮒生息地（あっとことこたんぬま-）〔厚岸町〕
- ユルリ・モユルリ島海鳥繁殖地〔根室市〕
- 羅臼のひかりごけ〔羅臼町〕
- 羅臼の間歇泉〔羅臼町〕